# Thecla una
Thecla una är en fjärilsart som beskrevs av William Chapman Hewitson 1873. Thecla una ingår i släktet Thecla och familjen juvelvingar. Inga underarter finns listade i Catalogue of Life.